# Casas del Monte
Casas del Monte is een dorp en gemeente in de Spaanse provincie Cáceres in de regio Extremadura. Casas del Monte heeft 827 inwoners (1 januari 2016).

## Geografie
Casas del Monte heeft een oppervlakte van 28 km² en grenst aan de gemeenten Jarilla, La Granja, Navaconcejo, Rebollar, Segura de Toro en Zarza de Granadilla.

## Burgemeester
De burgemeester van Casas del Monte is Juan José Bueno Lorente.

## Demografische ontwikkeling
Bron: INE, 1857-2011: volkstellingen

## Galerij

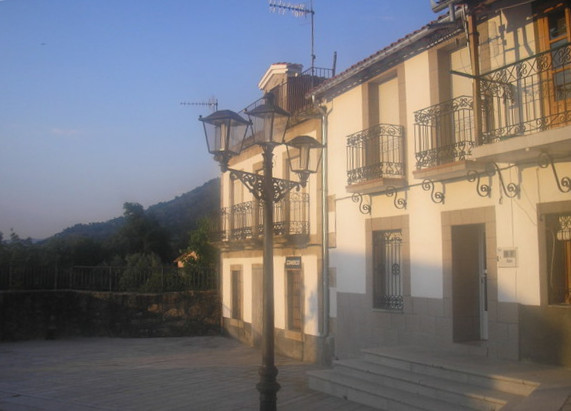
Casas del Monte
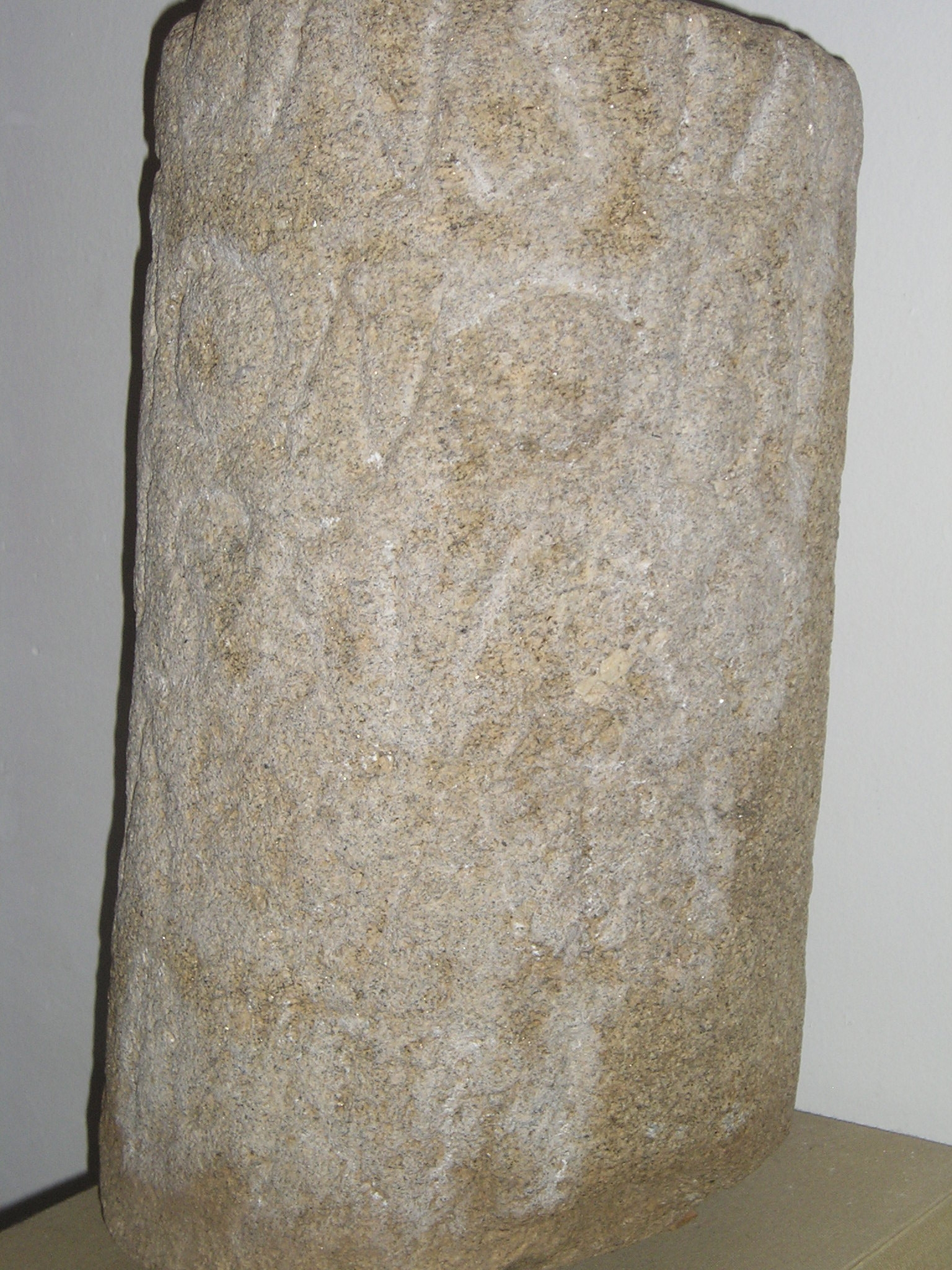